# Anseau de Garlande (Seneschall)
Anseau de Garlande, auch Ansel, Anselm oder Anselmus genannt († 1118 vor Le Puiset), war ein Seneschall von Frankreich im 12. Jahrhundert. Er entstammte einer Burgherrenfamilie der Île-de-France (Garlande), seine Brüder waren Guillaume und Étienne. 
Sein Schwiegervater war Graf Guido der Rote von Rochefort aus dem Haus Montlhéry, dessen Familie höchsten Einfluss am Hof König Ludwigs VI. von Frankreich ausübte, indem sie das Amt des königlichen Seneschalls besetzte. Im Jahr 1108 aber kam es zum Bruch zwischen dem König und dem Haus Montlhéry-Rochefort, was in einem Aufstand der Burgherren der Île-de-France gegen den König mündete. Nach dem Bericht des Abtes Suger von Saint-Denis (Vita Ludovici Grossi) entzündete sich der Konflikt aufgrund des Ehrgeizes der Garlande, welche die Burg Gournay beanspruchten, die jedoch den Montlhéry gehörte. 
Vom König wurde Anseau sogleich zum Seneschall ernannt, wodurch er sich aber seinen Schwager Hugo von Crécy, der das Amt zuvor bekleidet hatte, zum Feind machte. Noch im Jahr 1108 wurde Gournay erobert und an Anseau verliehen. Weil Graf Odo von Corbeil in dieser Sache den König unterstützt hatte, überfiel ihn Hugo von Crécy und nahm ihn gefangen. Anseau griff aber im Dezember 1108 Corbeil an und befreite den Grafen. Für seine treuen Dienste erhielt er vom König die Grafschaft Rochefort verliehen, nachdem dort sein Schwager Guido III. um 1115 gestorben war.
In den folgenden Jahren erwies sich Hugo III. von Le Puiset als gefährlicher Gegner, der sich mit dem König über das Erbe der Grafschaft Corbeil zerstritten hatte. Mit dem König belagerte Anseau die Burg Le Puiset in den Jahren 1111 und 1112. Ein drittes Mal zog er im Frühjahr 1118 vor diese Burg, wurde dieses Mal aber im Kampf getötet. Sein Sterbejahr wird häufig fälschlicherweise in das Jahr 1111 zur ersten Belagerung von Le Puiset verlegt, allerdings wurde Anseau letztmals am 16. Januar 1118 als Zeuge einer königlichen Urkunde genannt.
Das Amt des Seneschalls übertrug der König auf Guillaume de Garlande († 1120). Der dritte Bruder, Étienne, stieg später ebenfalls zu höchsten Ämtern auf. Anseau selbst hatte eine Tochter und Erbin:
- Agnès de Garlande († 1143), Gräfin von Rochefort
  - ⚭ 1. um 1118 Amalrich III. († nach 1136), Herr von Montfort-l’Amaury und Graf von Évreux
  - ⚭ 2. um 1139/41 Graf Robert I. von Dreux († 1188), Sohn des Königs Ludwig VI.

## Einzelnachweis
1. ↑  Suger, Vita Ludovici Grossi, XXII, S. 170; Ordericus Vitalis, Historia Ecclesiastica, XI, XXVI, S. 22

| Vorgänger               | Amt                                                                 | Nachfolger                                  |
| ----------------------- | ------------------------------------------------------------------- | ------------------------------------------- |
| Hugo von Crécy          | Seneschall von Frankreich 1108–1118                                 | Guillaume de Garlande                       |
| Hugo von Crécy          | Herr von Gournay Herr von La Ferté-Alais (de iure uxoris) 1108–1118 | Amalrich III. von Montfort (de iure uxoris) |
| Guido II. von Rochefort | Graf von Rochefort Herr von Bréthencourt (de iure uxoris) 1115–1118 | Amalrich III. von Montfort (de iure uxoris) |

| Personendaten    | Personendaten                                                   |
| ---------------- | --------------------------------------------------------------- |
| NAME             | Anseau de Garlande                                              |
| KURZBESCHREIBUNG | Seneschall von Frankreich, Graf von Rochefort, Herr von Gournay |
| GEBURTSDATUM     | 11. Jahrhundert                                                 |
| STERBEDATUM      | 1118                                                            |
| STERBEORT        | Le Puiset                                                       |